# 春日町 (弘前市)
春日町（かすがちょう）は、江戸期から現在にかけての青森県弘前市の地名。郵便番号は036-8335。2017年6月1日現在の人口は279人、世帯数は134世帯。

## 地理
二本の河川にはさまれて位置する町。河川をはさみ、西から北にかけて栄町、東は西城北、南は馬喰町・若党町に接する。

## 歴史

### 沿革
- 江戸期 - 弘前城下の一町。
- 明治初年-明治22年 - 弘前を冠称。
- 1899年（明治22年） - 弘前市に所属。

### 地名の由来
昔、当地の東北部にあった春日宮にちなむ。

## 施設

### 商業
- 谷量舎長尾牛乳店工場
- 谷量舎長尾牛乳店

### 公共
- 春日神社

## 小・中学校の学区
市立小・中学校に通う場合、学区は以下の通りとなる。
| 大字   | 番地 | 小学校             | 中学校             |
| ------ | ---- | ------------------ | ------------------ |
| 春日町 | 全域 | 弘前市立時敏小学校 | 弘前市立第一中学校 |

## 交通
- 弘南バス

春日町（ミニバス 土堂・浜の町・栄町団地線）停留所。